# Церковь Святого Петра (Шанхай)
Церковь Святого Петра (кит.  重庆南路圣伯多禄堂) — католическая церковь в городе Шанхай (Китай).

## История
Церковь Святого Петра была построена иезуитами в 1933 году для студентов шанхайского университета Авроры. Храм был построен в византийском стиле с одним центральным куполом и пятью часовнями.
Во время культурной революции церковь была конфискована властями и использовалась в качестве культурного центра. С 1984 года часть помещений центра была выделена для проведения регулярных католических богослужений. В 1994 году храм был полностью передан епархии Шанхая.
В настоящее время церковное помещение находится на втором этаже (на первом этаже — конференц-зал и часовня).
Католические богослужения в церкви святого Петра проходят на китайском, французском, английском и корейском языках.